# Јасенак (биљка)
Јасенак (Dictamnus albus) је вишегодишња миришљава биљка из породице Rutaceae, распрострањена у јужном делу Европе, и медитеранском делу Африке и Азије.

## Опис
Вишегодишња зељаста јако миришљава биљка са разгранатим ваљкастим ризомом. Стабљике су високе од 60 до 120 сантиметара, покривене длакама, а у доњем делу црним, седећим жлездама. Приземни листови су прости, обрнуто јајасти, а остали непарно перасто сложени, наизменични, покривени провидним жлездама. Цветови су крупни, декоративни, петочлани, зигоморфни, расту у пирамидалним гроздовима. Боја круничних листића варира од ружичасте до пурпурно црвене, ређе су бели.

## Станиште
Расте на сувим местима, у светлим шикарама.

## Распрострањење
Распрострањена је широм Медитерана. Честа у југоисточном делу Србије.

## Ароматична својства
Током лета, јасенак је покривен лепљивим жлездама које излучују испарљиво уље па издалека мирише на лимун или ванилу. Ова испарења су запаљива, па се дешава да се биљка на високим температурама лако запали. Због тога се сматра да би управо јасенак могао да буде библијски „пламтећи грм“.

## Употреба
Биљка није јестива. Иако пријатно мирише због присуства етарских уља, непријатног је и горког укуса. Из јасенка је изоловано преко 100 хемијских једињења: алкалоида, кумарина, сесквитерпена, флавоноида. Постоји велики број декоративних варијетета који се гаје.

## Гелерија
- Илустрација јасенка
- Dictamnus albus, биљка
- Dictamnus albus, хабитус биљке
- Dictamnus albus, цваст
- Dictamnus albus, цвет јасенка
- Dictamnus albus, плод јасенка
- Dictamnus albus, цвет јасенка
- Листови јасенка
- Јасенак на Каблару